# Wigańcice
Wigańcice – wieś w Polsce położona w województwie dolnośląskim, w powiecie ząbkowickim, w gminie Ziębice.
| SIMC       | Nazwa    | Rodzaj    |
| ---------- | -------- | --------- |
| nie nadano | Samborów | część wsi |

## Podział administracyjny
W latach 1975–1998 miejscowość administracyjnie należała do województwa wałbrzyskiego.

## Położenie
Przez wieś przebiega droga wojewódzka nr 385.

## Zabytki
Do wojewódzkiego rejestru zabytków wpisany jest:
- kościół parafialny pw. św. Bartłomieja, z XIV-XV w., przebudowywany w latach 1730 i 1812